# Tysta Mari

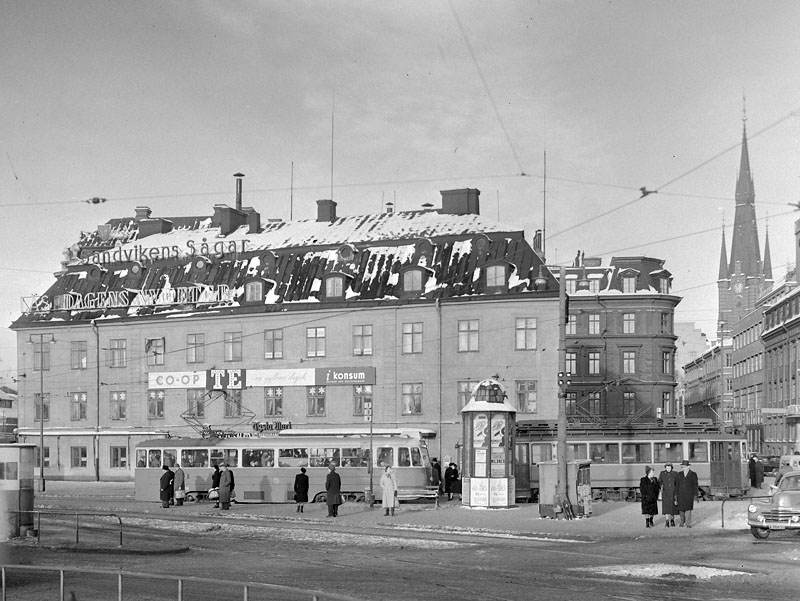
Kronprinsens stall vid Tegelbacken 1950.
Foto: Lennart af Petersens

Tysta Mari var ett kafé i Stockholm, öppnat 1834 av Maria Christina Lindström vid Drottninggatan, 100 år senare beläget i Kronprinsens stall vid Tegelbacken. Tysta Mari kom liksom Tennstopet att bli en mötesplats för journalister från de tidningsredaktioner som tidigare låg i de omgivande Klarakvarteren. Kaféet stängdes 1954 men i Östermalms saluhall finns det sedan 1974 ett nytt kafé och restaurang med namnet Tysta Mari.

## Historia

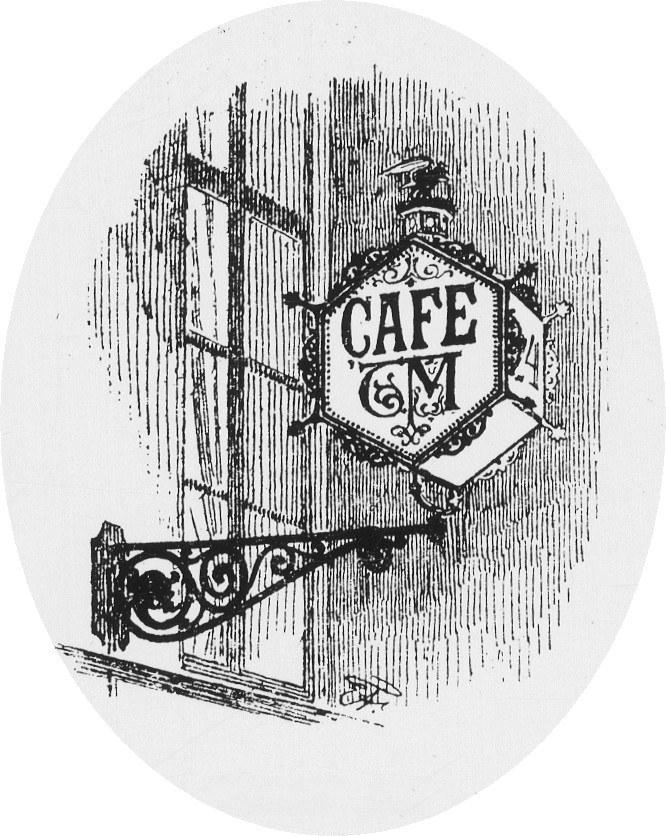
Tysta Maris skylt

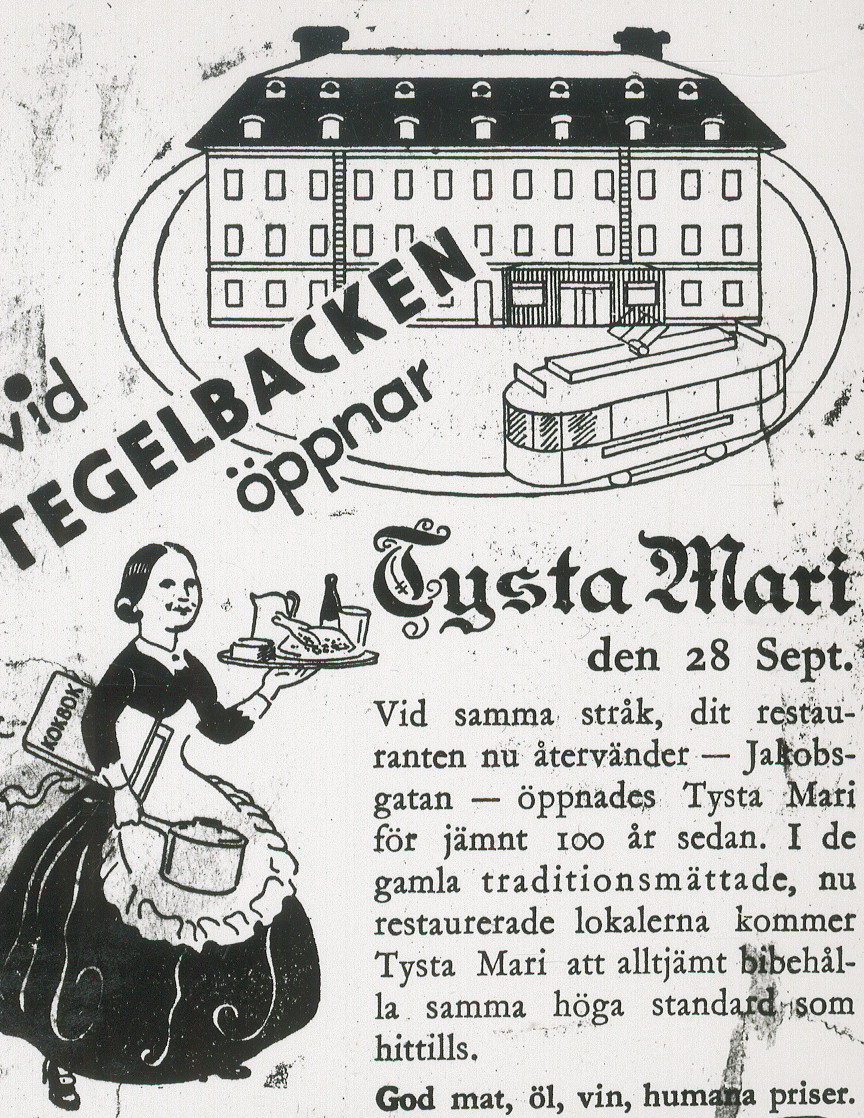
Tidningsannons i samband med flytten till Tegelbacken.

Den första lokalen låg i korsningen Jakobsgatan och Drottninggatan men kaféet flyttade 1934 till sin lokal vid Tegelbacken där man disponerade hela våningen en trappa upp i byggnaden kallad Kronprinsens stall. 
Kaféet öppnades 1834 av Maria Christina Lindström. Stället fick snart sitt smeknamn, Tysta Mari, på grund av Lindströms lågmälda och diskreta sätt att sköta sitt kafé. Senare lät hon sätta upp en skylt utanför lokalen med namnet Tysta Mari. Kaféet levde vidare till 1954. Det övertogs 1857 av en kusin, Elise Granberg, och 1879 av  systrarna Amalia och Mina Damberg, som flyttade det först till Regeringsgatan 11 och 1887 till nr 24.
Att Tysta Mari var ett välkänt kafé i sin samtid styrks av att Claës Lundin i boken Nya Stockholm från 1890 nämner kaféet i rubriken på kapitel V som handlar om kafé- och restauranglivet i Stockholm, han använder även Tysta Mari som namn på en typ av kaféer: "Tysta Mari-kafeer": benämning på kaféer med bra sortiment, rejäl betjäning och tysta och ordentliga kunder. På sådana ser man många damer som gäster. Riktigt fina konditorier som Landelius, Oscar Berg, Hellbacher och Sundell har också en kvinnlig publik.
Denna nya typ av kafé, kallad "Tysta Mari-kaféer", var en kategori där det inte serverades alkohol och inte förekom vadslagning och spel och som ofta ägdes av kvinnor, och till skillnad från de tidigare kaffehusen blev det socialt accepterat för kvinnor "af societet" att äta på dem: "Stundom kommo damerna i stora sällskap, en hel skock av fruntimmersförmiddagsrumlare", som efter att ha möts på Gustaf Adolfs torg sade till varandra: "Ska vi inte gå upp till Tysta Mari?" De blev också kända som frukostkaféer, då de serverade frukostmåltider hela dagen.

## Tysta Mari i dag
Tysta Mari har lämnat spår i form av gångvägen Tysta Marigången som binder samman Klara västra kyrkogata med Tegelbacken. Sedan 1974 finns det också ett kafé och restaurang med samma namn i Östermalmshallen. Dagens Tysta Mari ingår i Melanders Group som ägs av Patrik Lundstedt, Ulf Barkman och bröderna Erik och Nils Molinder som bland annat driver Konstnärsbaren, Wärdshuset Ulla Winbladh, Edsbacka Wärdshus och Sjöpaviljongen. Under många år fanns även en spalt i Dagens Nyheter under namnet Tysta Mari. Spalten publicerade oskyldigt skvaller om kända personer, ofta med glimten i ögat.